# サン＝ジュリアン＝アン＝ジュヌヴォワ
サン＝ジュリアン＝アン＝ジュヌヴォワ (Saint-Julien-en-Genevois) はフランス東部、スイスのジュネーヴ州の南に隣接するオーヴェルニュ＝ローヌ＝アルプ地域圏のコミューンである。

## 地理
オート＝サヴォワ県の副県庁所在地の一つ。ジュネーヴを象徴する山といわれるサレーヴ（Salève）山とジュネーヴ州の間に挟まれるように位置する。ジュネーヴから10km、アヌマッスから15km、アヌシーから35km離れている。

## 出身者
- ユネス・カブール - サッカー選手